# 中山广场 (宁波)
29°52′48.97″N 121°32′37.21″E / 29.8802694°N 121.5436694°E
中山广场是浙江省宁波市中心一处广场。广场面积8.38公顷，其中绿地占6.27公顷。广场所在地最初为州、府、道台官署所在地，1929年秋建成宁波中山公园，是宁波历史上第一座公园。1998年初，原中山公园和宁波体育场经过整修连成一片，形成中山广场。广场由传统文化公园、世纪之交广场和未来广场三部分组成，其中包含原中山公园建筑、宁波商会旧址和张苍水故居等历史建筑:276。2011年1月7日，中山公园旧址被列入浙江省文物保护单位。

## 历史

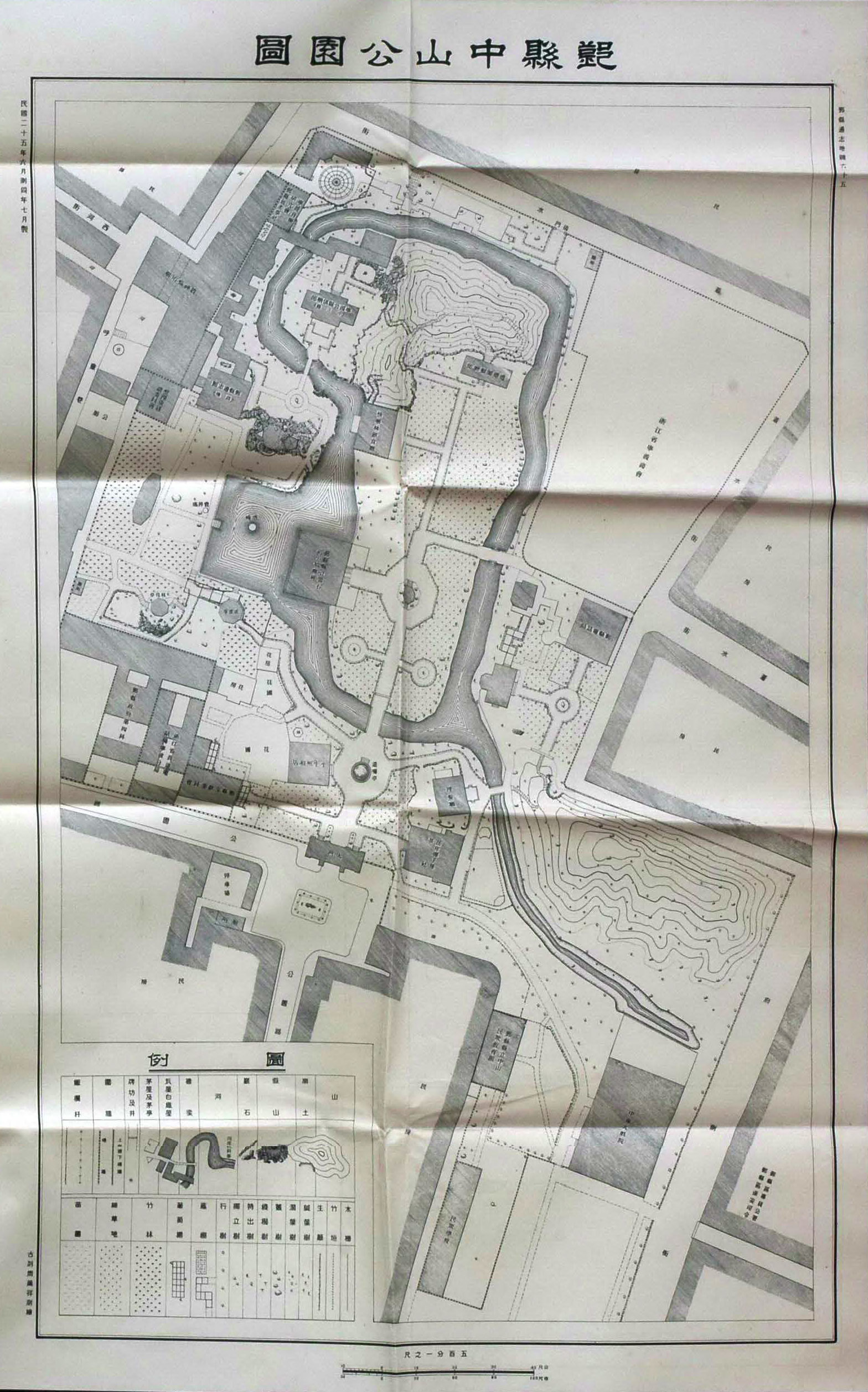
民国《鄞县志》载中山公园图

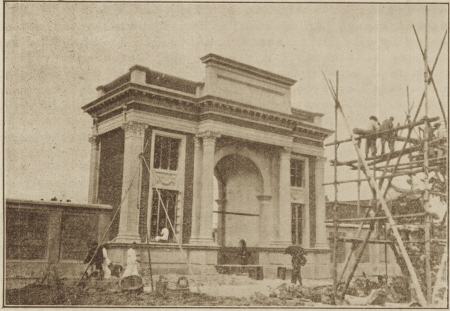
20世纪20年代末的中山公园门楼

中山广场附近原为古时宁波州府官衙所在地，这一功用可以追溯到唐明州刺史韩察建城之时，此后历代均为衙署所在地，元末方国珍也曾在此设置府邸:272。明弘治十一年（1498年）宁波卫镇抚司镇抚张和认为，宁波以四明山而得名明州，而城内无山，故堆石为山，称为独秀山，为宁波现存年代最早的假山。清光绪十三年（1887年），宁绍台道薛福成在衙署内独秀山附近建成后乐园，取“先天下之忧而忧，后天下之乐而乐”之义，同时设置公共藏书楼揽秀堂，后更名为崇实书院:1535。辛亥革命后，衙署破败，“五四运动”期间曾有革命人士在方池西侧开会，此后宁波国民党员大会和宁波各界妇女联合会也在此成立，中国共产党在宁波的早期组织也曾在此活动。
1927年6月1日，为纪念孙中山，由严康懋、俞佐庭等人士组成中山公园筹备委员会，筹定由宁波商会和宁波各界捐款，以原府、道署为中心建设中山公园，至1929年秋全部落成，为宁波第一座公园。当时的中山公园中轴线上有门楼、总理遗嘱亭、“景行”牌坊、闲乐亭等建筑。闲乐亭西有尊经阁，由原鄞县孔庙迁移而来，同时也有为纪念薛福成而建的西洋建筑薛楼。公园内除独秀山外，还包含前山（府后山）和后山两座土山。此时的中山公园有薛楼烛影、螺髻看运、春亭饮绿、剡曲舻声、梅坞鹤巢、柳移燕语、秋水濯缨、渔庄玩月八景:272。抗日战争结束后，国民政府无力维修公园，园内空间被租赁给“大同”等照相店。1950年，宁波市人民政府在接管中山公园后对公园进行大修。因园林处多北方南下干部，此时种植的树木多为毛白杨、香椿等北方树种。改革开放后，中山公园又经历了多次改建，并举办菊展、灯展等活动，1989年开辟后园。此时的中山公园中，原总理遗嘱亭被拆除，碑被移动到轴线北侧，闲乐亭也被移动到公园北端，而薛楼则因白蚁危害，于1960年被拆除:72-75。
1998年，宁波市人民政府扩建中山公园，将原市体育场地块纳入并形成中山广场。扩建时，曾计划搬迁张苍水故居，遭到宁波民众的强烈反对，后在浙江省文物局的干预下改为原址保护。工程自1998年3月1日开工，同年11月20日竣工。扩建后的中山广场面积8.38公顷，由原中山公园构成的历史文化公园、世纪广场和未来广场三部分组成。建设时，将原中山公园建筑进行了修缮，并保留了孔庙泮池遗址。原先入园一直要收取的门票也在此次改建中被取消。2003年种植“孙中山先生纪念林”，2006年建成“明州双英亭”:272,276。2011年1月7日，中山公园旧址被列入浙江省文物保护单位。2017年，景区管理所对河道进行清淤，对九曲长廊进行修复并提升了绿化。

## 古迹

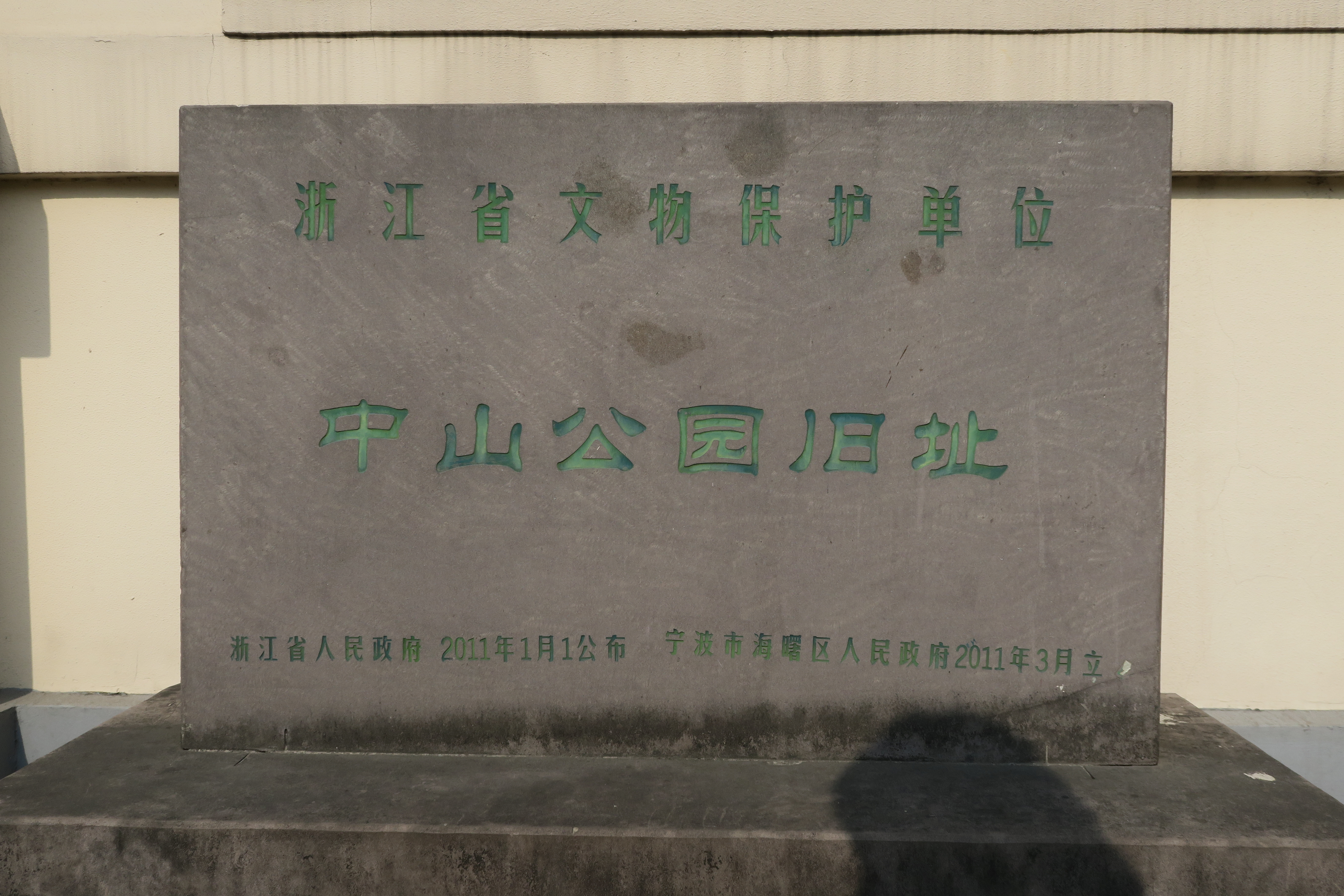
中山公园旧址省级文物保护单位碑

2011年被列入“宁波中山公园旧址”文物保护单位的古迹包括公园正门、景行牌坊、逸仙楼、独秀山、新桥、鄮泉井和后山。广场范围内的张苍水故居于2005年4月成为浙江省文物保护单位，宁波商会旧址为海曙区文物保护单位，此外还有府学孔庙泮池遗址等文物。
公园门楼位于公园最南端，是公园的标志。门楼高10米，为水泥结构的单拱凯旋门式建筑，前侧有陶立克式门柱，窗下有垂幔。上方“中山公园”四字在公园初建时为清末会元何锡冕题写，现已不存。
景行牌坊始建于清道光十七年（1837年），牌坊上的对联“远瞩林园胜妙殊绝，越诸尘累身心了然”为光绪年间举人，沙孟海老师张原炜所写。
逸仙楼是原宁波府学中的文昌阁（一说为尊经阁）移建而来，宁绍台道曾在此开设崇实书院。1905年废科举后，改为宁波府教育会。1916年8月22日，孙中山曾在此与宁波各界合影留念。中山公园建成后改为宁波市立图书馆，公园扩建后，为纪念孙中山，更名为逸仙楼。2016年11月起作为“甬上名人文化陈列馆”开放。
独秀山堆砌于明弘治十一年（1498年），时任宁波卫镇抚司镇抚张和以宁波虽曾以四明山而得名“明州”，但城中无山，缺乏景观，因而堆石成山，山顶建有适意亭，山下有清凉洞，前后开辟池塘。因此山为平地兀起，因而命名为“独秀山”。建成后，布政使司左参政刘洪撰写《独秀山记》刻于清凉洞口，至今尤存。清嘉庆年间，巡道李可琼在独秀山附近修建“云石山房”，现已不存。光绪十一年（1884年），薛福成再度修葺独秀山。
后山为1927年中山公园修建时挖掘河道泥土堆成，上有怪石，下有山洞。
中山公园初建时，总理遗嘱亭中的总理遗嘱碑碑文由沙孟海书写。文化大革命时，碑亭被拆除。1980年，碑再次被人发现，并于1992年重新立于新建的九曲回廊之中。
1998年中山广场扩建时，将宁波商会旧址和张苍水故居纳入到广场范围中。宁波商会旧址现存小花厅一座，《宁波商会碑记》一通及碑亭一座，以及原商会内假山一座。张苍水故居建于明代，为南明兵部尚书张煌言的故居。广场建设前进行的考古工作厘清了位于广场范围内孔庙的范围和建筑年代，并对孔庙泮池遗址进行了箱形基础围护，供市民参观。
- 门楼南面
- 门楼北面
- 景行牌坊
- 逸仙楼
- 独秀山
- 清凉洞石碑
- 新桥
- 鄮泉井
- 后山
- 张苍水故居
- 小花厅
- 府学孔庙泮池遗址

## 新建建筑
1998年中山广场扩建时，在原中山公园的基础上新建和改建了部分建筑。在此次扩建中，中山公园与张苍水故居等建筑成为广场的传统文化公园，重建了九曲回廊，将原府后山（百鸟山）拆除，改为黄石假山，内设停车库，顶部为门球场，北侧为人工瀑布。1999年新西兰怀塔克雷赠送的一组毛利图腾雕柱被安放在张苍水故居南侧。原体育场区域新建下沉式广场，包含舞台和环形看台，总面积1200平方米。未来广场中设有高达18米的“奔腾”主题雕塑，周围设有21组喷泉，寓意为“奔向21世纪”，西北角有小型体育馆、篮球场、网球场等体育设施，体育馆旁有民革成员种植的“孙中山先生纪念林”，2005年建成“明州双英亭”。下沉式广场和未来广场之间设有激光水幕喷池:276。
- 广场入口
- 九曲回廊
- 同乐亭
- 毛利柱
- 明州双英亭
- 世纪广场
- 未来广场雕塑